# Ann Winblad
Ann L. Winblad (Red Wing, 1 de noviembre de 1950) es una mujer de negocios estadounidense. Es socia fundadora de Hummer Winblad Venture Partners.

## Educación
Ann L. Winblad nació el 1 de noviembre de 1950 en Red Wing, Minnesota. Hija de Wilbur Winblad y de Elizabeth Dura, ella y sus cinco hermanos crecieron en Rushford y Farmington.
Durante sus años de instituto, fue una animadora y estudiante valedictorian. Winblad consiguió el Bachelor de Artes en Matemáticas y en Administración Empresarial en la Universidad de St. Catherine y su maestría en Educación en la Universidad de St. Thomas, St. Paul, Minnesota. Recibió el Premio John F. Cade por su emprendimiento sobresaliente en 1997.
Con la maestría completada, Winblad se unió a la Reserva Federal donde trabajo por 13 meses.

## Carrera
Después de conseguir su licenciatura, Winblad y tres cotrabajadores dejaron la Reserva Federal para fundar Open Systems Inc. La compañía de software de contabilidad fue eventualmente vendida por $15 millones de dólares seis años después. Después de la compañía fue vendida, Winblad se convirtió en una asesora de tecnología de IBM y Microsoft; ella también habría invertido en Microsoft. Conoció a Bill Gates, quien es cinco años más joven que ella, en la conferencia de computación Ben Rosen-Esther Dyson en 1984 y salieron hasta 1987. Siguen siendo amigos desde entonces.
En 1989, Winblad y John Hummer cofundaron la firma de capital riesgo Hummer Winblad Ventura Partners. Tomo casi dos años para levantar suficientes fondos para lanzarlo, con IBM y El St. Paul Compañías como inversores primarios. En sus mejores años, Hummer Winblad Ventura Partners lanzó 16 startups.
En 2000, Winblad fue ingresada en el Salón de la fama del Fortune Small Business.

## Vida personal
Cuando Bill Gates estaba por casarse con Melinda Gates, tuvieron un acuerdo en el que él y Winblad podrían mantener una tradición de vacaciones viva de sus años de novios. Cada primavera, como lo han hecho por una década, Gates estaría un fin de semana largo con Winblad en su cabaña de playa en Carolina del Norte, donde montan areneros, caminan en la playa, y comparten sus pensamientos sobre el mundo y sobre ellos mismos.
Ann estuvo casada con el detective privado Alex Kline, el hermano más joven del actor Kevin Kline. 

## Honores
- Premio de 2017 para Mujeres Ejemplares.[14]
- Premio SVForum Visionary